# Psalydolytta xanthocera
Psalydolytta xanthocera is een keversoort uit de familie van oliekevers (Meloidae). De wetenschappelijke naam van de soort is voor het eerst geldig gepubliceerd in 1859 door Lacordaire.